# 212 (عدد)
212 هو عدد صحيح. طبيعي بين 211 و213

## في الرياضيات

### خصائص
- 212عدد زوجي
- 212عدد ناقص